# Jolanta Kaczmarek
Jolanta Kaczmarek – polska piosenkarka, aktywna w latach 80. i 90. XX wieku.

## Kariera Muzyczna
W latach 1985–1991 śpiewała w kabarecie Długi. W 1987 debiutowała dla szerszej publiczności w telewizyjnym programie Stare, Nowe, Najnowsze piosenką Andrzeja Rejmana i Jana Wołka Ręce precz od snów, która kandydowała do XXV Krajowego Festiwalu Piosenki Polskiej w Opolu, zaśpiewała ją w styczniu 1988 w koncercie Plebiscyt piosenki Opole 88. Później nawiązała współpracę z kompozytorem Jerzym Satanowskim, przy współpracy z którym zrealizowała recital Ciśnienie. Pojawiła się tam piosenka Para nasycona, którą zaśpiewała na XXVII Krajowym Festiwalu Piosenki Polskiej w Opolu. Para nasycona otrzymała 3 nagrody – pierwszą otrzymała Jolanta Kaczmarek za interpretację, drugą za muzykę Jerzy Satanowski, natomiast Kryształowy kamerton za słowa otrzymał Jan Wołek. Po występie w Opolu artystka z powodzeniem kontynuowała karierę, w 1991 został zrealizowany telewizyjny recital pt. Ciśnienie.
W 1993 powstał kolejny recital pt. Wietrzenie, który zawierał drugą część materiału na płytę Jolanty Kaczmarek Ręce precz od snów wydanej w 1994 przez Digiton. Później nagrała wspólnie z Wandą Kwietniewską i Mietkiem Szcześniakiem płytę z piosenkami dla dzieci pt. Budziki i usypianki. Ostatnim etapem kariery muzycznej Jolanty Kaczmarek było nagranie programu Okna do realizacji którego zaprosił ją Janusz Grzywacz. W 2010 w Klubie Bankowca w Warszawie podczas wernisażu prac malarskich Jana Wołka Jolanta Kaczmarek zaśpiewała parę piosenek ze swojego repertuaru m.in. Moc, Para nasycona, Wietrzenie, Bóg Anny, W półodwrocie.

## Recitale
- 1991: Ciśnienie[3]
- 1993: Wietrzenie[9]

## Dyskografia
- Ręce precz od snów (Digiton-DIG 165)[10]